# Niezdara

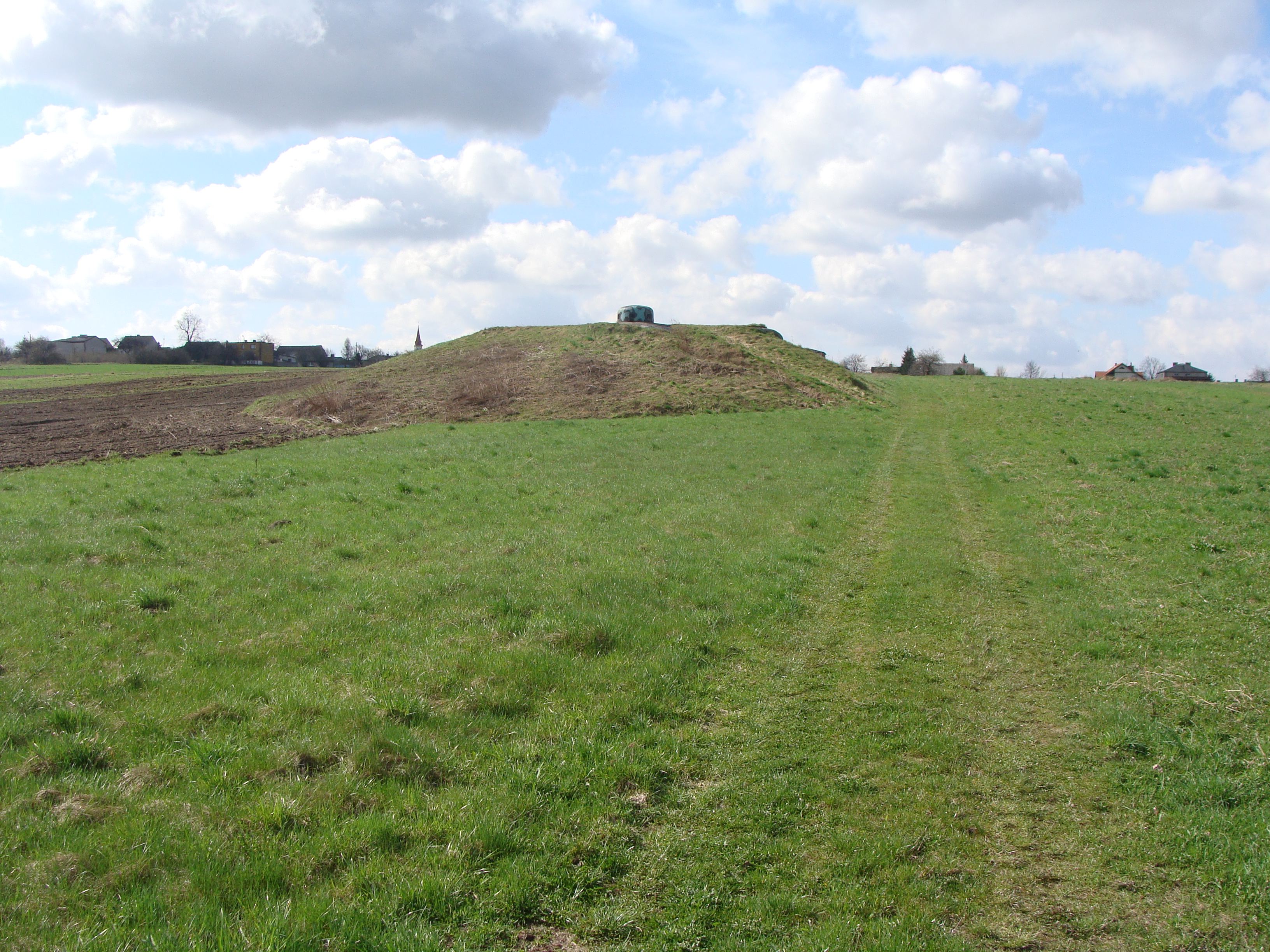
Ostróg forteczny w Sączowie, wchodzący w skład Obszaru Warownego „Śląsk” GW Niezdara.

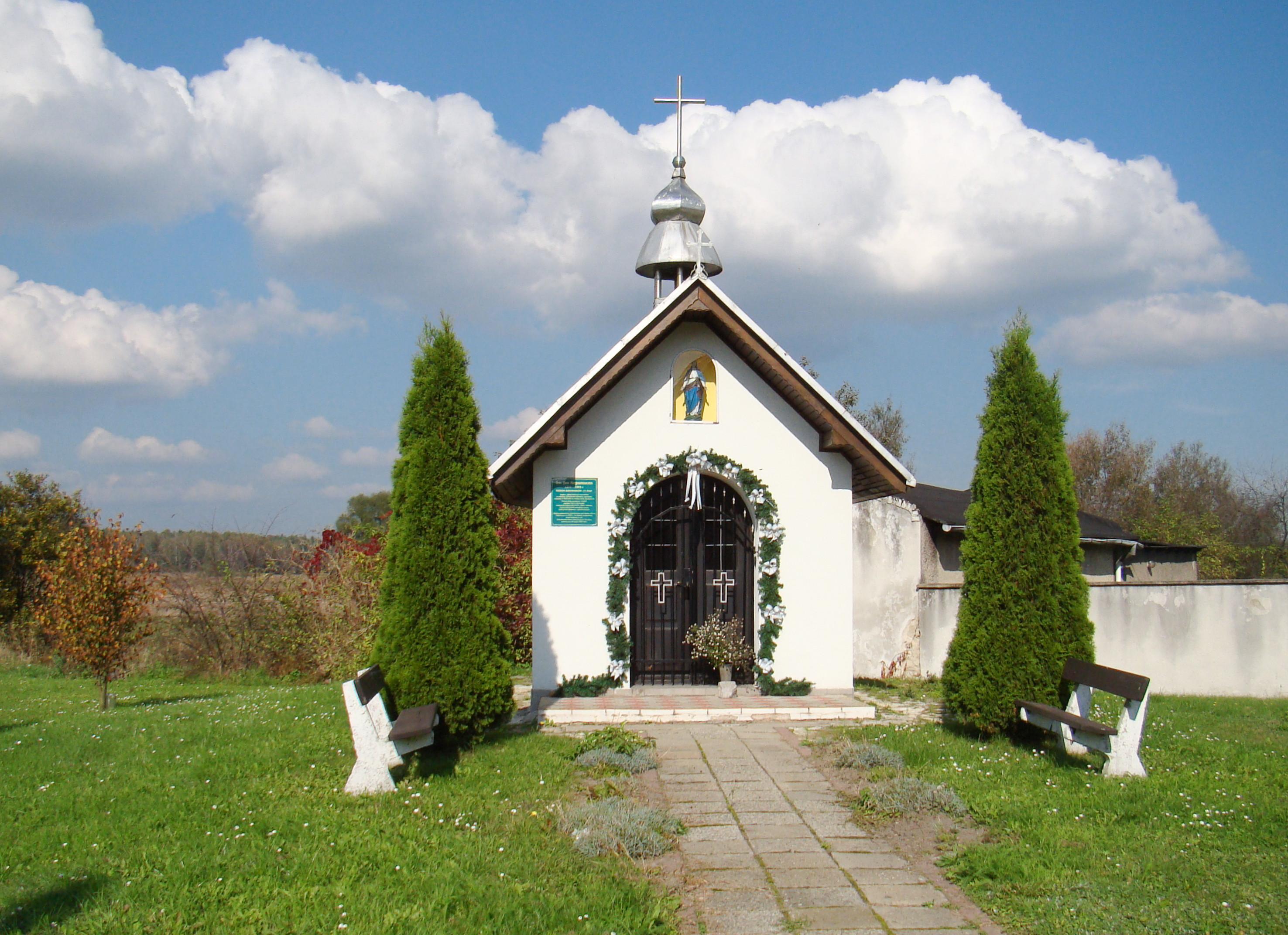
Kapliczka w Niezdarze

Niezdara – wieś sołecka w Polsce położona w województwie śląskim, w powiecie tarnogórskim, w gminie Ożarowice.
W latach 1975–1998 miejscowość należała administracyjnie do województwa katowickiego.

## Położenie
Wieś jest położona nad rzeką Brynicą i nad północnym brzegiem zalewu Kozłowa Góra.

## Historia
W okolicy wsi w okresie II Rzeczypospolitej powstała umocniona pozycja obronna Niezdara, będąca częścią składową umocnień Śląskiego Obszaru Warownego. Do obsadzenia linii obronnej garnizon polski w Tarnowskich Górach zorganizował wzmocnioną kompanię ciężkich karabinów maszynowych – kompanię Niezdara.

## Transport
Przez wieś przebiega droga krajowa nr 78.